# Världscupen i snowboard 2009/2010
Världscupen i snowboard 2009/2010 är en internationell tävling i snowboard som anordnas av FIS. Säsongen börjar officiellt 9 oktober 2009 och avslutas 17 mars 2010. Världscupen består av tre grenar som tävlas i på både dam- och herrsidan; parallellslalom, snowboard cross och halfpipe.

## Resultat

### Herrar

#### Parallellslalom
| Datum             | Ort                      | Disciplin | Etta                     | Tvåa                     | Trea                     |
| 9 oktober, 2009   | Landgraaf, Nederländerna | Parallell | Benjamin Karl            | Mathieu Bozzetto         | Jasey Jay Anderson       |
| 6 december, 2009  | Limone Piemonte, Italien | Parallell | Inställd                 | Inställd                 | Inställd                 |
| December 15, 2009 | Telluride, USA           | Parallell | Matthew Morison (CAN)    | Benjamin Karl (AUT)      | Mathieu Bozzetto (FRA)   |
| 17 december, 2009 | Telluride, USA           | Parallell | Jasey Jay Anderson (CAN) | Michael Lambert (CAN)    | Rok Flander (SLO)        |
| 6 januari, 2010   | Kreischberg, Österrike   | Parallell | Jasey Jay Anderson (CAN) | Andreas Prommegger (AUT) | Benjamin Karl (AUT)      |
| 17 januari, 2010  | Nendaz, Schweiz          | Parallell | Michael Lambert (CAN)    | Andreas Prommegger (AUT) | Benjamin Karl (AUT)      |
| 24 januari, 2010  | Stoneham, Kanada         | Parallell | Benjamin Karl (AUT)      | Andreas Prommegger (AUT) | Jasey Jay Anderson (CAN) |
| 6 februari, 2010  | Sudelfeld , Tyskland     | Parallell | Andreas Prommegger (AUT) | Benjamin Karl (AUT)      | Roland Haldi (SUI)       |
| 6 mars, 2010      | Moskva, Ryssland         | Parallell | Aaron March (ITA)        | Benjamin Karl (AUT)      | Roland Fischnaller (ITA) |
| 13 mars, 2010     | Valmalenco, Italien      | Parallell | Benjamin Karl (AUT)      | Rok Flander (SLO)        | Jasey Jay Anderson (CAN) |
| 21 mars, 2010     | La Molina, Spanien       | Parallell | Jasey Jay Anderson (CAN) | Matthew Morison (CAN)    | Andreas Prommegger (AUT) |

#### Snowboardcross
| Datum              | Ort                    | Disciplin           | Etta                  | Tvåa                  | Trea                   |
| 12 september, 2009 | Chapelco, Argentina    | Snowboard Cross     | Pierre Vaultier       | Seth Wescott          | Grahame Watanabe       |
| 19 december, 2009  | Telluride, USA         | Snowboard Cross     | Pierre Vaultier (FRA) | Robert Fagan (CAN)    | Ross Powers (USA)      |
| 20 december, 2009  | Telluride, USA         | Lag-Snowboard Cross | Nate Holland (USA)    | Pierre Vaultier (FRA) | Mario Fuchs (AUT)      |
| 9 januari, 2010    | Bad Gastein, Österrike | Snowboard Cross     | Pierre Vaultier (FRA) | David Speiser (GER)   | Nick Baumgartner (USA) |
| 20 januari, 2010   | Stoneham, Kanada       | Snowboard Cross     | Pierre Vaultier (FRA) | Graham Watanabe (USA) | Shaun Palmer (USA)     |
| 11 mars, 2010      | Valmalenco, Italien    | Snowboard Cross     | Alex Pullin (AUS)     | Mario Fuchs (AUT)     | Mateusz Ligocki (POL)  |
| 17 mars, 2010      | La Molina, Spanien     | Snowboard Cross     | Pierre Vaultier (FRA) | Alex Pullin (AUS)     | Patrick Holland (USA)  |

#### Halfpipe
| Datum            | Ort                    | Disciplin | Etta                   | Tvåa                     | Trea                    |  |
| 25 augusti, 2009 | Cardrona, Nya Zeeland  | Halfpipe  | Kazuhiro Kokubo        | Mathieu Crepel           | Peetu Piiroinen         |  |
| 5 november, 2009 | Saas-Fee, Schweiz      | Halfpipe  | Shaun White            | Iouri Podladtchikov      | Kazuhiro Kokubo         |  |
| 7 januari, 2010  | Kreischberg, Österrike | Halfpipe  | Daisuke Murakami (JPN) | Patrick Burgener (SUI)   | Tore Viken Holvik (NOR) |  |
| 22 januari, 2010 | Stoneham, Kanada       | Halfpipe  | Janne Korpi (FIN)      | Jeff Batchelor (CAN)     | Antti Autti (FIN)       |  |
| 30 januari, 2010 | Valmalenco, Italien    | Halfpipe  | Arthur Longo (FRA)     | Justin Lamoureux (CAN)   | Ben Kilner (GBR)        |  |
| 14 mars, 2010    | Valmalenco, Italien    | Halfpipe  | Michał Ligocki (POL)   | Roger S. Kleivdal (NOR)  | Patrick Burgener (SUI)  |  |
| 20 mars 2010     | La Molina, Spanien     | Halfpipe  | Fredrik Austbø (NOR)   | Christophe Schmidt (GER) | Justin Lamoureux (CAN)  |  |

#### Big Air
| Datum             | Ort                    | Disciplin | Etta                      | Tvåa                 | Trea                   |
| 31 oktober, 2009  | London, Storbritannien | Big Air   | Stefan Gimpl              | Gian-Luca Cavigelli  | Domen Bizjak           |
| 7 november, 2009  | Barcelona, Spanien     | Big Air   | Stefan Gimpl              | Gian-Luca Cavigelli  | Gjermund Braaten       |
| 21 november, 2009 | Stockholm, Sverige     | Big Air   | Stefan Gimpl (AUT)        | Marko Grilc (SLO)    | Gjermund Braaten (NOR) |
| 13 december, 2009 | Seoul, Sydkorea        | Big Air   | Gian-Luca Cavigelli (SUI) | Stefan Gimpl (AUT)   | Markku Koski (FIN)     |
| 23 januari, 2010  | Stoneham, Kanada       | Big Air   | Janne Korpi (FIN)         | Stefan Falkeis (AUT) | Jaakko Ruha (FIN)      |

### Damer

#### Parallellslalom
| Datum             | Ort                      | Disciplin | Etta                        | Tvåa                      | Trea                        |
| 9 oktober, 2009   | Landgraaf, Nederländerna | Parallell | Amelie Kober                | Doris Guenther            | Claudia Riegler             |
| 6 december, 2009  | Limone Piemonte, Italien | Parallell | Inställd                    | Inställd                  | Inställd                    |
| 15 december, 2009 | Telluride, USA           | Parallell | Fraenzi Maegert-Kohli (SUI) | Amelie Kober (GER)        | Kimiko Zakreski (CAN)       |
| 17 december, 2009 | Telluride, USA           | Parallell | Alena Zavarzina (RUS)       | Marion Kreiner (AUT)      | Ina Meschik (AUT)           |
| 6 januari, 2010   | Kreischberg, Österrike   | Parallell | Nicolien Sauerbreij (NED)   | Alexa Loo (CAN)           | Fraenzi Maegert-Kohli (SUI) |
| 17 januari, 2010  | Nendaz, Schweiz          | Parallell | Ekaterina Tudegesheva (RUS) | Nicolien Sauerbreij (NED) | Fraenzi Maegert-Kohli (SUI) |
| 24 januari, 2010  | Stoneham, Kanada         | Parallell | Svetlana Boldykova (RUS)    | Alena Zavarzina (RUS)     | Nathalie Desmares (FRA)     |
| 6 februari, 2010  | Sudelfeld , Tyskland     | Parallell | Amelie Kober (GER)          | Nicolien Sauerbreij (NED) | Marion Kreiner (AUT)        |
| 6 mars, 2010      | Moskva, Ryssland         | Parallell | Doris Guenther (AUT)        | Heidi Neururer (AUT)      | Julia Dujmovits (AUT)       |
| 13 mars, 2010     | Valmalenco, Italien      | Parallell | Nicolien Sauerbreij (NED)   | Nathalie Desmares (FRA)   | Doris Guenther (AUT)        |
| 21 mars, 2010     | La Molina, Spanien       | Parallell | Ekaterina Tudegesheva (RUS) | Doris Guenther (AUT)      | Ina Meschik (AUT)           |

#### Snowboardcross
| Datum             | Ort                    | Disciplin           | Etta                     | Tvåa                    | Trea                    |  |
| 12 september 2009 | Chapelco, Argentina    | Snowboard Cross     | Maelle Ricker            | Aleksandra Jekova       | Dominique Maltais       |  |
| 19 december 2009  | Telluride, USA         | Snowboard Cross     | Maëlle Ricker (CAN)      | Simona Meiller (SUI)    | Dominique Maltais (CAN) |  |
| 10 januari 2010   | Bad Gastein, Österrike | Lag-Snowboard Cross | Lindsey Jacobellis (USA) | Helene Olafsen (NOR)    | Sandra Frei (SUI)       |  |
| 15 januari 2010   | Veysonnaz, Schweiz     | Snowboard Cross     | Helene Olafsen (NOR)     | Dominique Maltais (CAN) | Maëlle Ricker (CAN)     |  |
| 21 januari 2010   | Stoneham, Kanada       | Snowboard Cross     | Maëlle Ricker (CAN)      | Helene Olafsen (NOR)    | Dominique Maltais (CAN) |  |
| 11 mars 2010      | Valmalenco, Italien    | Snowboard Cross     | Lindsey Jacobellis (USA) | Maëlle Ricker (CAN)     | Dominique Maltais (CAN) |  |
| 17 mars 2010      | La Molina, Spanien     | Snowboard Cross     | Helene Olafsen (NOR)     | Simona Meiller (SUI)    | Maëlle Ricker (CAN)     |  |

#### Halfpipe
| Datum           | Ort                    | Disciplin | Etta                   | Tvåa                  | Trea                  |  |
| 25 augusti 2009 | Cardrona, Nya Zeeland  | Halfpipe  | Jiayu Liu              | Kelly Clark           | Gretchen Bleiler      |  |
| 5 november 2009 | Saas-Fee, Schweiz      | Halfpipe  | Torah Bright           | Xuetong Cai           | Sophie Rodriguez      |  |
| 6 januari 2010  | Kreischberg, Österrike | Halfpipe  | Sarka Pancochova (CZE) | Sun Zhifeng (CHN)     | Chen Xu (CHN)         |  |
| 20 januari 2010 | Stoneham, Frankrike    | Halfpipe  | Cai Xuetong (CHN)      | Sun Zhifeng (CHN)     | Chen Xu (CHN)         |  |
| 11 mars 2010    | Valmalenco, Italien    | Halfpipe  | Holly Crawford (AUS)   | Ursina Haller (SUI)   | Mercedes Nicoll (CAN) |  |
| 17 mars 2010    | La Molina, Spanien     | Halfpipe  | Holly Crawford (AUS)   | Mercedes Nicoll (CAN) | Paulina Ligocka (POL) |  |

## Ställning
| Pl. | Namn                      | Poäng |
| --- | ------------------------- | ----- |
| 1.  | Benjamin Karl (AUT)       | 7050  |
| 2.  | Pierre Vaultier (FRA)     | 5800  |
| 3.  | Andreas Prommegger (AUT)  | 5410  |
| 4.  | Jasey Jay Anderson (CAN)  | 5250  |
| 5.  | Stefan Gimpl (AUT)        | 4300  |
| 6.  | Rok Flander (SLO)         | 3800  |
| 7.  | Gian-Luca Cavigelli (SUI) | 3320  |
| 8.  | Janne Korpi (FIN)         | 3260  |
| 9.  | Michael Lambert (CAN)     | 3200  |
| 10. | Alex Pullin (AUS)         | 3120  |

| Pl. | Namn                         | Poäng |
| --- | ---------------------------- | ----- |
| 1.  | Maëlle Ricker (CAN)          | 5290  |
| 2.  | Nicolien Sauerbreij (NED)    | 5200  |
| 3.  | Doris Guenther (AUT)         | 5110  |
| 4.  | Helene Olafsen (NOR)         | 4710  |
| 5.  | Fraenzi Maegert-Kohli (SUI)  | 4090  |
| 6.  | Marion Kreiner (AUT)         | 3970  |
| 7.  | Dominique Maltais (CAN)      | 3650  |
| 8.  | Yekaterina Tudegesheva (RUS) | 3500  |
| 9.  | Amelie Kober (GER)           | 3470  |
| 10. | Claudia Riegler (AUT)        | 3415  |

| Pl. | Namn                     | Poäng |
| --- | ------------------------ | ----- |
| 1.  | Benjamin Karl (AUT)      | 7050  |
| 2.  | Andreas Prommegger (AUT) | 5410  |
| 3.  | Jasey-Jay Anderson (CAN) | 5250  |
| 4.  | Rok Flander (SLO)        | 3800  |
| 5.  | Michael Lambert (CAN)    | 3200  |

| Pl. | Namn                         | Poäng |
| --- | ---------------------------- | ----- |
| 1.  | Nicolien Sauerbreij (NED)    | 5200  |
| 2.  | Doris Guenther (AUT)         | 5110  |
| 3.  | Fraenzi Maegert-Kohli (SUI)  | 4090  |
| 4.  | Marion Kreiner (AUT)         | 3970  |
| 5.  | Yekaterina Tudegesheva (RUS) | 3500  |

| Pl. | Namn                   | Poäng |
| --- | ---------------------- | ----- |
| 1.  | Pierre Vaultier (FRA)  | 5800  |
| 2.  | Alex Pullin (AUS)      | 3120  |
| 3.  | Graham Watanabe (USA)  | 2860  |
| 4.  | Nate Holland (USA)     | 2240  |
| 5.  | Nick Baumgartner (USA) | 2090  |

| Pl. | Namn                     | Poäng |
| --- | ------------------------ | ----- |
| 1.  | Maëlle Ricker (CAN)      | 5000  |
| 2.  | Helene Olafsen (NOR)     | 4710  |
| 3.  | Dominique Maltais (CAN)  | 3650  |
| 4.  | Lindsey Jacobellis (USA) | 3250  |
| 5.  | Simona Meiler (SUI)      | 3010  |

| Pl. | Namn                     | Poäng |
| --- | ------------------------ | ----- |
| 1.  | Justin Lamoureux (CAN)   | 2400  |
| 2.  | Janne Korpi (FIN)        | 1730  |
| 3.  | Christophe Schmidt (GER) | 1690  |
| 4.  | Patrick Burgener (SUI)   | 1639  |
| 5.  | Kazuhiro Kokubo (JPN)    | 1600  |

| Pl. | Namn                  | Poäng |
| --- | --------------------- | ----- |
| 1.  | Cai Xuetong (CHN)     | 3040  |
| 2.  | Sun Zhifeng (CHN)     | 2805  |
| 3.  | Holly Crawford (AUS)  | 2600  |
| 4.  | Mercedes Nicoll (CAN) | 2530  |
| 5.  | Chen Xu (CHN)         | 1840  |

| Pl. | Namn                      | Poäng |
| --- | ------------------------- | ----- |
| 1.  | Stefan Gimpl (AUT)        | 4300  |
| 2.  | Gian-Luca Cavigelli (SUI) | 3320  |
| 3.  | Matevz Pristavec (SLO)    | 1620  |
| 4.  | Janne Korpi (FIN)         | 1530  |
| 5.  | Gjermund Braaten (NOR)    | 1460  |